# George Con O'Kelly
George Cornelius "Con" O'Kelly (29 de octubre de 1886 - 3 de noviembre de 1947) fue un luchador irlandés  que compitió para Gran Bretaña en los Juegos Olímpicos de  1908, donde ganó la medalla de oro.
O'Kelly nació en el condado de Cork, Irlanda, el 29 de octubre de 1886. Después de dejar la escuela, se trasladó a Hull en Inglaterra y se presenta ante el señor y la señora Larvin en su casa en el corredor de Manta. El 18 de septiembre de 1902, se incorporó a la Kingston upon Hull City Police y fue adscrito a la brigada local de bomberos.

## Carrera
Fue presentado a la lucha por sus colegas y entraron en una variedad de competiciones locales. Se ofreció como voluntario para luchar contra el campeón de los Condados del Norte, quien prontamente derrotado en torno a tres minutos. Fue inscrito por su club de la lucha libre local en la lucha del Campeonato Británico Amateur Heavyweight, el cual ganó.
En marzo de 1908, un muro se derrumbó sobre él mientras él estaba luchando contra un incendio en un aserradero. Se recuperó de los daños a la espalda y el hombro a tiempo para los Juegos Olímpicos de Londres 1908, donde derrotó a Lee Talbott, Harry Foskett y Edward Barrett con el fin de llegar a la final olímpica en la que venció a Jacob Gundersen por la medalla de oro.  Él se presentó con su medalla de la reina Alexandra, quien también le dio una insignia de hoja de roble verde.
Una multitud de más de 12.000 personas, lo recibió a su regreso a Hull. Fue llevado a un camión de bomberos con caballo decorado elaborado, que desfiló con la medalla de la ciudad. Él continuó luchando después de su victoria olímpica, e incluso luchó en la ciudad de Nueva York. The New York Times informó que su pelea contra Pat Connolly en 22 de noviembre de 1909 se convirtió en una pelea a puñetazos y los dos comenzaron intercambiando golpes, resultando en una doble descalificación después de 29 minutos de la pelea. The New York Times se refirió a ella como "la peor pelea de lucha libre que jamás se haya celebrado en esta ciudad".

## Vida personal
Se casó con la hija de su casero en Hull, María Cecilia Larvin. Su hijo, George Cornelius "Con" O'Kelly Jr., apareció por el equipo británico como un boxeador en la categoría de peso pesado en los Juegos Olímpicos de París 1924, en Francia.